# Любопытный Джордж 2: По следам обезьян
«Любопы́тный Джордж 2: По следам обезьян» (англ. Curious George 2: Follow That Monkey!) — американский мультипликационный фильм, поставленный по книгам Ханса Аугусто Рея и Маргрет Рей. Продолжение мультфильма 2006 года «Любопытный Джордж». Изначально мультфильм носил название «Любопытный Джордж 2: Обезьяна в бегах». Вышел сразу на DVD.

## Сюжет
Джордж одним утром читал газету и узнает по телевизору, что великий маг Пикадилли проводит акт со слоном по имени Кэйла. Это заинтересовало Джорджа, поэтому он разбудил Теда и пытается показать Теду новость, но Тед опаздывает на встречу с мистером Блюмзбэрри.
Когда Тед приезжает в музей, он даёт причины, что он будет хорошим кандидатом, чтобы завладеть музеем мистера Блюмзберри, который уходит на пенсию. Однако Блюмзберри говорит, что Тед — единственный кандидат, потому что он не мог себе представить, чтобы им стал его сын (главный антагонист из первого мультфильма), чтобы владеть музеем (теперь он является кассиром на стоянке). Единственное условие — Тед должен написать презентацию о том, как будет выглядеть музей; который будет представлен в течение недели, Совету директоров. Однако Тед боится Совета директоров. Джордж прибегает к Теду на работу и просит с ним сходить на представление Пикадилли.
После представления Джордж и Кэйла сбегают, приходят к Теду домой и узнают из телевидения, что у Кэйлы есть родители далеко от сюда. Джордж и Тед пытаются помочь Кэйле добраться до её родителей.

## В ролях
- Джефф Беннетт — Тед Миллер, человек в жёлтой шляпе
- Фрэнк Уэлкер — Обезьянка «Джордж» / Утка / Корова
- Ники Браяр — Мегги Данлоп, учительница
- Фред Таташор — мистер Блюмзбэрри
- Юджин Леви — Кловис, музейный служащий
- Эми Хилл — Лягушка Цветочного горшка / Иритная[неизвестный термин] женщина
- Джоан Плаурайт — мисс Плюшботтом
- Эд О’Росс — Иван
- Тим Карри — Пикадилли
- Кэтрин Табер — Тина
- Джейми Кеннеди — Данно Вулф
- Мэтт Лауэр — Харк Хансон
- Фил Ламарр — помощник парка животных
- Карлос Алазраки — дирижёр / газетный поставщик
- Кэм Кларк — второстепенные персонажи

## Саундтрек
В саундтреке показан хит «California Sun», исполненный Брайаном Уилсоном, а также Карбоном Лейфом. Саундтрек был выпущен 2 марта 2010 года.

## Релиз
Фильм был выпущен в США 2 марта 2010 года сразу на DVD. Фильм транслировался на телеканале PBS, в течение нескольких дней, вокруг Дня благодарения 2011 года.

## Продолжение
Триквел, озаглавленный как «Любопытный Джордж 3: Назад в джунгли», был выпущено непосредственно на DVD 23 июня 2015 года.